# Ribautia campestris
Ribautia campestris är en mångfotingart som beskrevs av Demange 1963. Ribautia campestris ingår i släktet Ribautia och familjen storjordkrypare.
Artens utbredningsområde är Guinea. Inga underarter finns listade i Catalogue of Life.